# Креш
Креш (фр. Crèche) насеље је и општина у западној Француској у региону Поату-Шарант, у департману Де Севр која припада префектури Ниор.
По подацима из 2011. године у општини је живело 5449 становника, а густина насељености је износила 157,94 становника/km². Општина се простире на површини од 34,5 km². Налази се на средњој надморској висини од 67 метара (максималној 127 m, а минималној 35 m).

## Демографија
| 1962. | 1968. | 1975. | 1982. | 1990. | 1999. | 2011. |
| ----- | ----- | ----- | ----- | ----- | ----- | ----- |
| 2.778 | 2.806 | 3.181 | 4.213 | 4.467 | 4.684 | 5.449 |

График промене броја становника у току последњих година